# AR-10
L'AR-10 ou ArmaLite-10 est un fusil de combat conçu par l'ingénieur en chef Eugene M. Stoner. C'est le fusil qui donnera naissance a l'AR-15 et au M16
Produit et conçu initialement à Hollywood par Armalite l'AR-10 est radicalement novateur dans sa conception et ses matériaux de fabrication, c'est l'une des premières armes a feu à utiliser des matériaux aéronautique tel que la fibre de verre, les matières plastiques ou l'aluminium.
L'AR-10 sera également produit aux Pays-Bas sous licence.

## Historique
Au début des années 1950, la filière de la Fairchild Engine & Airplane Corporation ArmaLite délaissera les armes de chasse pour des armes conçues pour le marché civil, afin de tenter d'obtenir un contrat avec l'armée américaine.
En décembre 1955, Stoner fait une démonstration du X-02 (prototype d'AR-10) à Fort Moore. D'après les témoignages, celui-ci utilisa l'arme pendant deux jours sans qu'aucun incident de tir ne fut reporté. La démonstration eu un grand succès et c'est à partir de cet instant que le fusil participe au test de programme d'armement léger de l'armée, en concurrence avec la Springfield armory et son M14.
L'AR-10 sera finalement mis en test chez la Springfield armory en fin d'année 1956. Malgré des conditions de test qui n'étaient pas en sa faveur, L'AR-10 a su mettre en avant sa fiabilité hors du commun.
Malgré les nombreux avantages que l'AR-10 semblait proposer, le M14 sera le fusil adopté par l'armée américaine en 1959.

## Données mécaniques

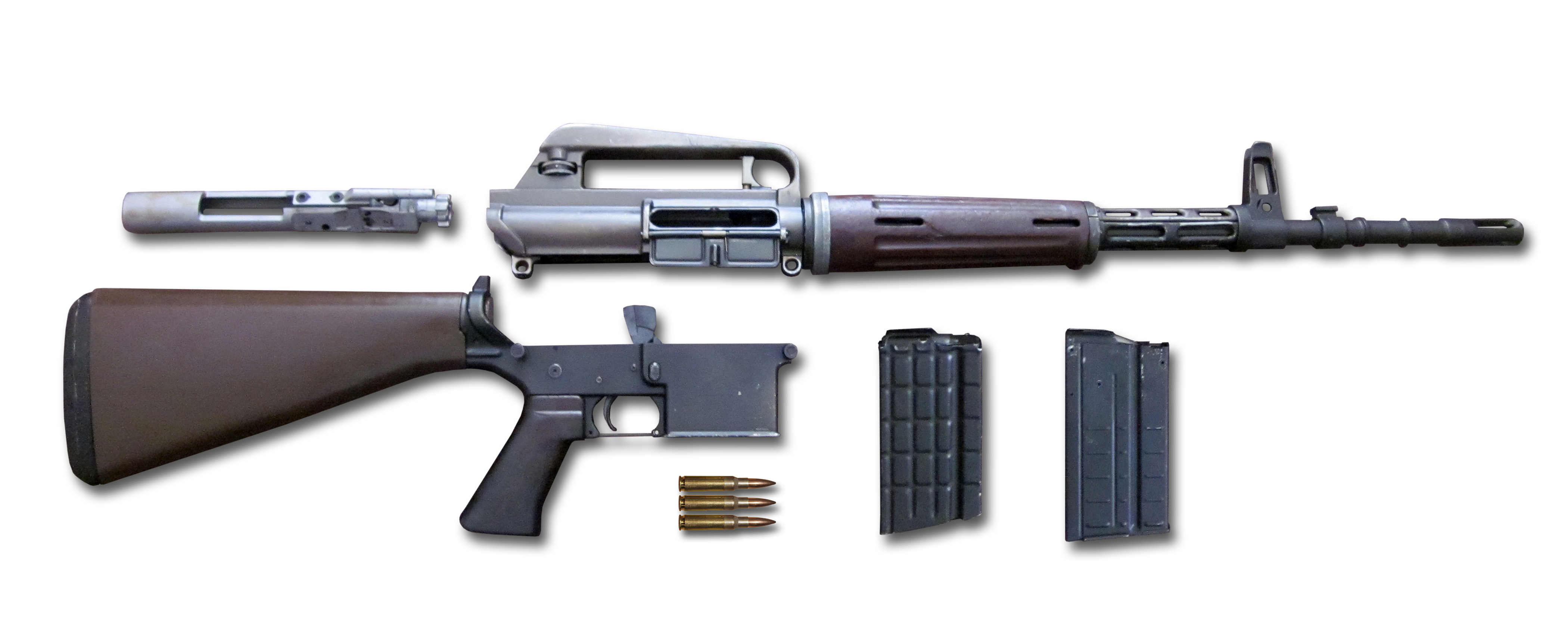
Un AR-10 démonté.

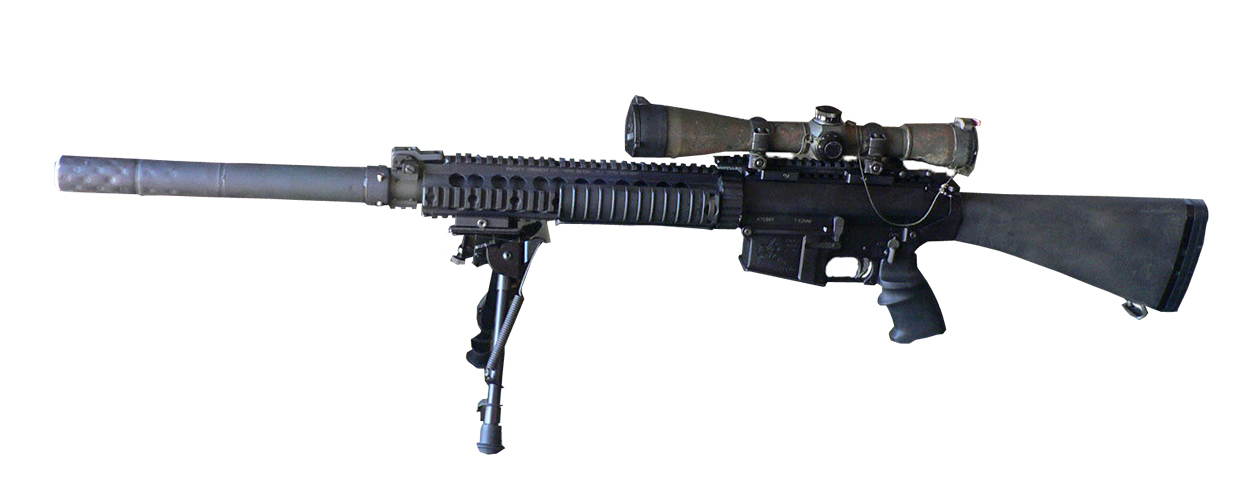
SR-25 : version modernisée de l'AR-10 par Stoner et la KAC dans les années 1980

Créé par Eugene M. Stoner puis modifié par Jim Sullivan, ce fusil fonctionne par emprunt des gaz utilisant l'ensemble mobile comme piston interne, il possède également une culasse rotative a plusieurs tenons reprise du Fusil M1941 Johnson. Il est muni d'un sélecteur de tir. Sa crosse, sa poignée de transport et son garde-main (surtout dans sa version AR-10B) préfigurent celles du M16.
Pour viser, le soldat dispose d'un œilleton réglable et d'un guidon en forme de lame protégé avec une portée pratique de 600 m environ. Le cas échéant, ce fusil néerlando-américain peut tirer des grenades à fusils (étant alors munie d'une crosse métallique) et peut recevoir une lunette de visée.

## Production
Produit seulement de 1956 à 1960, soit en 10 000 exemplaires environ, il fut vendu aux armées de la Birmanie, de l'Italie, du Portugal et du Soudan. En Amérique latine, il fut livré à la Garde nationale du Guatemala ; des commandes cubaines et nicaraguayennes restèrent sans suite.

## Données numériques
- Munition : 7,62 OTAN (.308 winchester)
- Cadence en tir semi-automatique : 30 coups/min
- Cadence en tir automatique : 700 coups/min
- Capacité du chargeur : 20 cartouches
- Longueur : 1 030 mm
- Canon : 508 mm
- Masse à vide : 3,3 kg

## Pays utilisateurs
- Birmanie
- Cuba
- République dominicaine
- Guatemala
- Italie
- Portugal
- Soudan

## Carrière militaire de l'AR-10

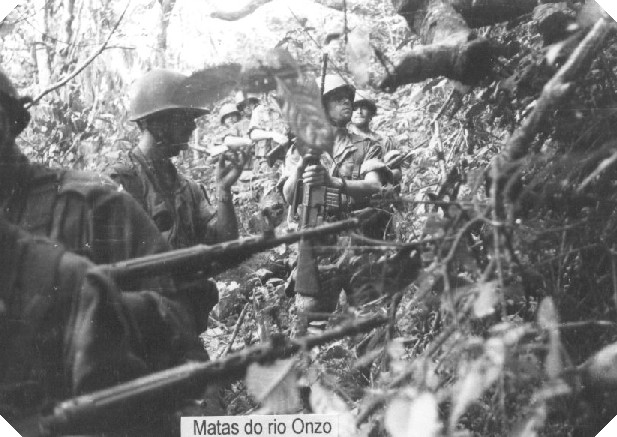
Soldats portugais armés d'AR-10.

Utilisé intensivement lors des guerres coloniales portugaises, il s'y montra précis et fiable. Ces armes venaient des Pays-Bas via une société bruxelloise. Néanmoins, les Forces armées portugaises lui préférèrent le HK G3. Quelques-uns de ces AR-10 lusitaniens connurent ensuite les guerres civiles angolaise (1975-2002) et mozambicaine.

## Renaissance parmi les tireurs sportifs américains
L'engouement de cette arme sur le marché civil des surplus aux États-Unis amena la firme Armalite Inc à la refabriquer à partir de 1996, d'autres fabricants l'imitant en profitant de l'expiration du brevet.

## Dans la culture populaire
Dans le prologue africain du film de Georges Lautner, Le Professionnel (1981), Joss Beaumont, joué par Jean-Paul Belmondo, utilise un AR-10 équipé d'une lunette de visée Colt. Le succès du film incita les importateurs de jouets militaires à en vendre une version bas de gamme verdâtre.
L'AR-10 figure également dans un épisode des Professionnels et dans une scène de fusillade de L'Enfer des armes, l'un des premiers films de Tsui Hark, sorti à Hong Kong en 1980.

## Sources
1. ↑  (en-US) « The Armalite AR-10: From The Beginning – Small Arms Defense Journal » (consulté le 6 juin 2024)
2. ↑   [vidéo] « L'AR-10 et l'épopée ArmaLite - Partie 1 - Tir & Histoire #32 », Le Feu aux Poudres, 10 novembre 2021, 28:59 min (consulté le 6 juin 2024)

Cette notice est issue de la lecture des revues spécialisées de langue française suivantes :
- Cibles (Fr)
- AMI (B, disparue en 1988)
- Gazette des Armes (Fr)
- Action Guns (Fr)
- Raids (Fr)
- Assaut (Fr)